# Nassarius louisi
Nassarius louisi is een slakkensoort uit de familie van de Nassariidae. De wetenschappelijke naam van de soort is voor het eerst geldig gepubliceerd in 1912 door Pallary.